# All I Ever Wanted
"All I Ever Wanted" er en sang af den svenske sanger, musikproducer og dj Basshunter. Single blev udgivet den 29. juni 2008.

## Track listing
| 1. | "All I Ever Wanted (Radio Edit)"            |  |
| 2. | "All I Ever Wanted (Wideboys Electro Edit)" |  |
| 3. | "All I Ever Wanted (DJ Alex Extended Mix)"  |  |
| 4. | "All I Ever Wanted (Fonzerelli Remix)"      |  |
| 5. | "Now You're Gone (Voodoo & Serano Remix)"   |  |

| 1. | "All I Ever Wanted (Radio Edit)"      |  |
| 2. | "All I Ever Wanted (Fonzerelli Edit)" |  |

| 1. | "All I Ever Wanted (DJ Alex Extended Mix)"   |  |
| 2. | "All I Ever Wanted (Ultra DJ's Remix)"       |  |
| 3. | "All I Ever Wanted (Wideboys Electro Remix)" |  |
| 4. | "Now You're Gone (Voodoo & Serano Remix)"    |  |

## Hitlister
| Hitliste (2008)                                   | Højeste placering |
| ------------------------------------------------- | ----------------- |
| Østrig (Ö3 Austria Top 40)                        | 15                |
| Belgien (Ultratop 50 Vallonien)                   | 36                |
| Europa (European Hot 100 Singles)                 | 10                |
| Holland (Dutch Top 40 Tipparade)                  | 15                |
| Irland (IRMA)                                     | 1                 |
| New Zealand (RIANZ)                               | 17                |
| Norge (VG-lista)                                  | 3                 |
| Ungarn (Dance Top 40)                             | 39                |
| Schweiz (Schweizer Hitparade)                     | 37                |
| SNG (TopHit)                                      | 54                |
| Storbritannien Singles (Official Charts Company)  | 2                 |
| Storbritannien Dance (Official Charts Company)    | 3                 |
| Storbritannien UK Indie (Official Charts Company) | 9                 |
| Sverige (Sverigetopplistan)                       | 58                |
| Tjekkiet (Radio Top 100)                          | 12                |
| Tyrkiet (Türkiye Top 20)                          | 20                |
| Tyskland (Official German Charts)                 | 35                |
| Slovakiet (Radio Top100 Oficiálna)                | 12                |

## Certificeringer
| Land | Certificering | Salg    |
| --- | ------------- | ------- |
| Danmark (IFPI Danmark)                                                                                      | Guld          | 45.000^ |
| New Zealand (RMNZ)                                                                                          | Guld          | 7.500*  |
| Storbritannien (BPI)                                                                                        | Platin        | 600.000 |
| xUspecificerede tal baseret på certificering alene. · Salgstal+streamingtal baseret på certificering alene. |               |         |